# Coripaco
I Curipaco (o anche Curripaco, Kuricapo) sono un gruppo etnico del Brasile e del Venezuela con una popolazione totale stimata di circa 7.827 persone. Questo gruppo etnico è per la maggior parte di fede animista.

## Lingua
Parlano la lingua Coripaco (D:Unhun-KPC02) lingua che appartiene alla famiglia linguistica Aruak. In Venezuela, essi sono chiamati Wakuenai, un'auto-denominazione che significa "quelli della nostra lingua".

## Insediamenti
I Kuripako, che parlano un dialetto del linguaggio Baniwa e sono imparentati con i Baniwa, vivono in Colombia (nei pressi del fiume Guainía, ossia il Rio Negro al di fuori dei confini del Brasile, sulla congiunzione con il canale Cassiaquiare, e sui suoi tributari) e sulla parte superiore del fiume Içana (Brasile), anche se non si identificano come un sottogruppo Baniwa.

## Storia
Data la stretta correlazione tra i due gruppi, i principali cenni storici riguardanti i Curipaco coincidono con quelli dei Baniwa.

## Attività produttive
La loro economia si basa sull'agricoltura, la pesca, la caccia e la raccolta di prodotti selvatici. Coltivano manioca (kiinaki), di cui conoscono 50 varietà, mais, pesche, patate dolci, chonque, igname, pepe, banane, ananas, lulo, papaia, canna da zucchero, achiote e herriwai (per le fibre). La pesca è un'importante fonte di proteine in estate. Cacciano cervi, tapiri, pecari, capibara, alligatori, vari uccelli, armadilli, tartarughe e rane.
L'artigianato è un'attività che genera entrate. Fabbricano canestri. Nel bosco raccolgono fibre di chiquichiqui (Leopoldinia piassaba) per fare scope e li vendono ai commercianti intermediari.